# Motril

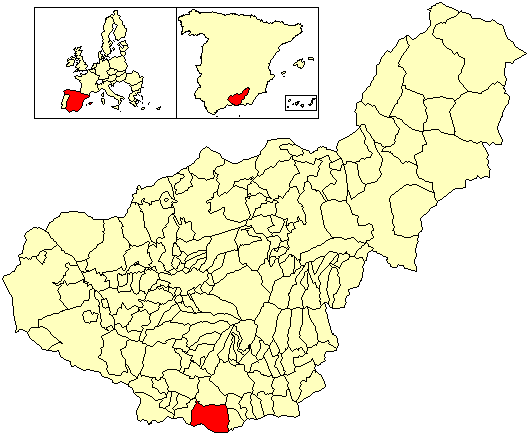
Motril

Motril este un municipiu din Spania, situat în provincia Granada din comunitatea autonomă Andaluzia. Are o populație de 59.163 de locuitori.